# Paul du Bois-Reymond
Paul David Gustav du Bois-Reymond (Berlín, 2 de diciembre de 1831-Friburgo, 7 de abril de 1889) fue un matemático alemán, hermano de Emil du Bois-Reymond.
Su tesis se refería al equilibrio mecánico de los fluidos. Trabajó en la teoría de funciones y en física matemática. Sus intereses incluían la teoría de Sturm-Liouville, ecuaciones integrales, cálculo variacional y serie de Fourier. En este último campo, en 1873 pudo construir una función continua cuyas series de Fourier no son convergentes. Su lema define una condición suficiente para garantizar que una función desaparezca casi en todas partes.
Du Bois-Reymond también estableció que una serie trigonométrica que converge a una función continua en cada punto es la serie de Fourier de esta función. También descubrió un método de prueba que más tarde se conoció como el argumento de la diagonal de Cantor.  Su nombre también se asocia con el lema fundamental del cálculo de las variaciones de las que probó una versión refinada basada en la de Joseph-Louis Lagrange.